# Chase Griffin
Chase Chandler Griffin (Redmond, 3 agosto 1983) è un ex cestista e allenatore di pallacanestro statunitense.